# Ricardo Grau
Ricardo Muro Grau (Burdeos, 1907 - Lima, 9 de junio de 1970) fue un pintor modernista y surrealista peruano. En 1938, luego de largas temporadas en Europa, retornó al Perú llevando la modernidad pictórica a su patria, en una época en que todavía se hallaba en auge el indigenismo.

## Biografía
Ricardo Muro Grau tuvo como madre a María Luisa Grau Cabero (hija de Miguel Grau Seminario, marino militar y Almirante, combatiente en la Guerra del Pacífico; Héroe del Perú). 
Por lado paterno, Muro Grau fue hijo del médico cirujano Francisco Muro Pacheco (perteneciente a la familia ferreñafana de terratenientes Muro). El bisabuelo del Muro Pacheco fue el prócer y Coronel Baltazar Muro de Rojas y Sandoval, partícipe en la Independencia del Perú. 
Muro Grau estudió en la Escuela Nacional de Bellas Artes de Lima bajo la dirección del maestro José Sabogal en 1920, y siguió su educación en la Academie Royale de Beaux-Arts en Bruselas en 1924, bajo la dirección de maestros como Fernand Léger y André Lhote. Al año siguiente dejó los estudios y expuso en los lugares más prestigiados de París, como los salones de Otoño, de las Tullerías y de los Independientes, durante los años 1930. También expuso en Bruselas, consagrando definitivamente su pintura dentro de la plástica moderna. Su trabajo de ese entonces estuvo particularmente influenciado por Cezanne, Matisse y Braque. 
En 1937 retornó al Perú convirtiéndose en el primer representante latinoamericano de la pintura moderna europea, lo cual fue un gran contraste con el estilo indigenista que prevalecía en el Perú de ese entonces. Frente a aldeas, chalanes costeños, indios y mercados nativos expuso bodegones, desnudos y paisajes que devolvían a la pintura misma su jerarquía. En 1937, impulsó en Lima el "Salón de Independientes" que convocó a aquellos pintores que no aceptaban los dictados de José Sabogal. Participaron, entre otros, Óscar Allain, Sérvulo Gutiérrez, Francisco González Gamarra, Juan Barreto, Carlos More, Domingo Pantigoso, Víctor Humareda, Carlos Quíspez Asín, Federico Reinoso, Bernardo Rivero, Ricardo Sánchez, Adolfo Winternitz, Sabino Springett.
Muro Grau fue profesor en la Universidad Nacional Mayor de San Marcos en 1942 y fue director de la Escuela Nacional de Bellas Artes de Lima de 1945 a 1949. Durante ese periodo su paleta se iluminó y para 1950 demostró considerable interés en el surrealismo y en el arte de culturas precolombinas peruanas tales como Nazca, Chimú y especialmente Vicús (de la cual tiene una importante colección de artefactos). De modo que a su bagaje traído de Europa sumó el legado precolombino, derivándose ello en una sutil simbiosis.
Retorno a la abstracción en la década de 1960, usando el color como un medio independiente de expresión. 
Fue por muchos años profesor de pintura, logrando numerosos y distinguidos alumnos. Expuso su creación en repetidas muestras en el país y en el extranjero.

## Características
Su acentuada personalidad y su estilo depurado evolucionaron desde el fino paisajismo impresionista y el retrato hacia una abstracción con afinidades románticas; y aunque en ciertos lienzos captó el cromatismo del antiguo arte peruano, siempre denotó el europeísmo que inspiró su formación.
Alberto Tauro del Pino

Pocos como Muro Grau ofrecen en la pintura un estudio tan serio del buen gusto, de la sobriedad, del método, de los valores, de la limpidez y fuerza cromática de la materia; del rigor, de la economía de los medios y de la bien entendida limitación de los recursos.
Alejandro Lora

Como alumno de Lhote y Léger, Muro Grau en su pintura se muestra como un buen sintetista de la forma y un excelente colorista; además, que hace gala de una gran emoción lírica del color, carácter que recrea con sutileza de atmósfera envolviendo sus volúmenes, sus formas geométricas, sus planos y sus abstracciones para darlos encanto ambiental y calidad plástica.
Juan Villacorta Paredes